# (464415) 2016 BE24
(464415) 2016 BE24 es un asteroide perteneciente al cinturón de asteroides, descubierto el 17 de octubre de 2003 por el equipo Spacewatch desde el Observatorio Nacional de Kitt Peak (Arizona, Estados Unidos).